# ボリス・エイヘンバウム
ボリス・ミハイロヴィチ・エイヘンバウム（ロシア語: Борис Михайлович Эйхенбаум, ラテン文字転写: Boris Mikhailovich Eikhenbaum [バリース・ミハーイラヴィチュ・エイヒェンバーウム]、1886年10月4日 - 1959年10月24日）は、ロシアの文芸学者である。

## 概要
B・M・エイヘンバウムは、ヴォローネシュでユダヤ人の医者の家庭に生まれた。子供時代と青年時代を生まれ故郷で過ごした。ギムナージヤを終えると、1905年にサンクトペテルブルクへ旅立ち、軍医科アカデミーへ入学した。1906年には、P・F・レーズガフト私立高等学校の生物学部へ入学した。これと並行して音楽に取り組み、ヴァイオリン、ピアノ、それに声楽を勉強した。1907年、エイヘンバウムはアカデミーとレーズガフトの学校を去り、Ye・P・ラブゴフの音楽学校と、サンクトペテルブルク帝国大学歴史・文献学科へ入学した。1909年には、エイヘンバウムは文献学の道を選択し、音楽の専門家になることを諦めた。彼はそれまで2 年間スラヴ＝ロシア学科で学んでいたが、この年になってロマンス＝ゲルマン学科に移った。しかし、1911年にはまたスラヴ＝ロシア学科に戻った。1912年、エイヘンバウムは大学を卒業した。
1913年から1914年にかけて、エイヘンバウムは多くの定期刊行物に自身の論文を掲載した。新聞『ロシアの噂 Русская молва 』では、外国文学の教養を広めた。
1914年は、教員として働き始めた年となった。エイヘンバウムは、ヤーコフ・グレーヴィチのギムナージヤの教師となった。
エイヘンバウムの生涯の転換期となったのは、オポヤーズ（詩的言語研究会）の参加者と近づきになった1917年であった。1918年には、エイヘンバウムもオポヤーズに加わり、1920年代中ごろまでそこでの研究活動に取り組んだ。同様に、彼は「文芸風俗（ブィト）」に夢中になり、その討議においてYu・N・トゥイニャーノフと論争を繰り広げることとなった。その後、定期的な精神的危機を味わいながらもエイヘンバウムはテキスト批判に関心を持ち続け、その生涯を通じてこれに取り組んだ。1936年10月26日から1941年7月まで、レニングラード・ヂェーツコエ・セロー・プロレタリア通り6 番の「作家創作の家」に住居を構えた。
1947年から1949年のあいだ、彼は「コスモポリタニズムとの戦い」の犠牲者になった。彼についての密告がされたのである。エイヘンバウムは研究を続けたが、もはや出版できなくなっていた。レニングラードにて73 歳で亡くなった。

## 著作
- Пушкин-поэт и бунт 1825 года (Опыт психологического исследования), 1907 (первая опубликованная работа Б. М. Эйхенбаума). （ロシア語）
- Как сделана «Шинель» Гоголя, 1919. (Текст: Как сделана «Шинель» Гоголя.) （ロシア語）
- Мелодика русского лирического стиха, 1922. (Текст: Мелодика русского лирического стиха (фрагмент).) （ロシア語）
- Молодой Толстой, 1922. （ロシア語）
- Лермонтов. Опыт историко-литературной оценки, 1924. （ロシア語）
- Лесков и современная проза, 1925. （ロシア語）
- О. Генри и теория новеллы, 1925. (Текст: О. Генри и теория новеллы.) （ロシア語）
- Теория «формального метода», 1925. (Текст: Теория «формального метода».) （ロシア語）
- Литературный быт, 1927. （ロシア語）
- Лев Толстой: пятидесятые годы, 1928. （ロシア語）
- Лев Толстой: шестидесятые годы, 1931. （ロシア語）
- Маршрут в бессмертие (Жизнь и подвиги чухломского дворянина и международного лексикографа Николая Петровича Макарова), 1933 （ロシア語）
- Лев Толстой: семидесятые годы, 1940. （ロシア語）